# Penn Quakers football 1880-1889
Nelle stagioni che vanno dal 1880 al 1889, i Penn Quakers football, rappresentanti la Università della Pennsylvania hanno disputato gare per tutte le stagioni, entrando a far parte della Intercollegiate Football Association nel 1885.
La squadra assunse ufficialmente il suo primo coach per la stagione 1885, Frank Dole che condusse la squadra fino al termine della stagione 1887, passando il testimone a Woody Wagenhorst.

## 1880
| 10-23-1880           | Crescent AC*     | Filadelfia, PA | W 5-0 |
| 10-30-1880           | Princeton*       | Filadelfia, PA | L 0-2 |
| 11-06-1880           | at Princeton*    | Princeton, NJ  | L 0-1 |
| 11-13-1880           | at Stevens Tech* | Hoboken, NJ    | W 3-0 |
| 11-17-1880           | at Yale*         | New York, NY   | L 0-8 |
| *Gare non-conference |                  |                |       |

## 1881
| 10-29-1881           | Princeton*    | Filadelfia, PA    | L 0-7 |
| 11-02-1881           | at Harvard*   | New York, NY      | L 0-2 |
| 11-05-1881           | at Princeton* | Princeton, NJ     | L 0-4 |
| 11-22-1881           | at Rutgers*   | New Brunswick, NJ | L 0-1 |
| 11-26-1881           | Columbia*     | Filadelfia, PA    | L 0-2 |
| *Gare non-conference |               |                   |       |

## 1882
| 10-14-1882           | Crescent AC*  | Filadelfia, PA    | W 5-0  |
| 10-28-1882           | at Princeton* | Princeton, NJ     | L 0-8  |
| 11-04-1882           | Rutgers*      | Filadelfia, PA    | L 1-3  |
| 11-11-1882           | Princeton*    | Filadelfia, PA    | L 0-10 |
| 11-18-1882           | at Rutgers*   | New Brunswick, NJ | L 0-1  |
| 11-25-1882           | at Lafayette* | Easton, PA        | W 1-0  |
| *Gare non-conference |               |                   |        |

## 1883
| 10-13-1883           | at Harvard*          | Cambridge, MA     | L 0-4  |
| 10-20-1883           | Johns Hopkins*       | Filadelfia, PA    | W 26-6 |
| 10-27-1883           | Lafayette*           | Filadelfia, PA    | W 44-4 |
| 11-03-1883           | at Princeton*        | Princeton, NJ     | L 6-39 |
| 11-10-1883           | Johns Hopkins*       | Filadelfia, PA    | W 30-0 |
| 11-14-1883           | Columbia*            | Filadelfia, PA    | W 35-1 |
| 11-17-1883           | at Rutgers*          | New Brunswick, NJ | W 18-0 |
| 11-24-1883           | Pennsylvania Alumni* | Filadelfia, PA    | W 39-7 |
| 11-29-1883           | at Stevens Tech*     | Hoboken, NJ       | T 6-6  |
| *Gare non-conference |                      |                   |        |

## 1884
| 10-22-1884           | at Harvard*          | Cambridge, MA  | W 4-0   |
| 10-25-1884           | Princeton*           | Filadelfia, PA | L 0-31  |
| 11-01-1884           | at Lafayette*        | Easton, PA     | W 21-0  |
| 11-08-1884           | Stevens Tech*        | Filadelfia, PA | W 30-0  |
| 11-15-1884           | Johns Hopkins*       | Filadelfia, PA | W 33-0  |
| 11-20-1884           | Pennsylvania Alumni* | Filadelfia, PA | T 16-16 |
| 11-27-1884           | Wesleyan*            | Filadelfia, PA | W 14-12 |
| *Gare non-conference |                      |                |         |

## 1885
| 10-07-1885           | Pennsylvania Alumni* | Filadelfia, PA | W 6-5   |
| 10-10-1885           | Lehigh*              | Filadelfia, PA | W 54-0  |
| 10-14-1885           | Swarthmore*          | Filadelfia, PA | W 68-6  |
| 10-17-1885           | Tioga AA*            | Filadelfia, PA | L 6-26  |
| 10-17-1885           | Pennsylvania Alumni* | Filadelfia, PA | W 42-0  |
| 10-24-1885           | Princeton*           | Filadelfia, PA | L 0-57  |
| 10-28-1885           | at Lafayette*        | Easton, PA     | W 30-22 |
| 10-31-1885           | at Princeton*        | Princeton, NJ  | L 10-80 |
| 11-04-1885           | Lafayette*           | Filadelfia, PA | W 54-10 |
| 11-07-1885           | at Wesleyan*         | New York, NY   | L 18-25 |
| 11-14-1885           | Yale*                | Filadelfia, PA | L 5-53  |
| 11-18-1885           | Lehigh*              | Filadelfia, PA | W 35-0  |
| 11-21-1885           | Stevens Tech*        | Filadelfia, PA | W 22-9  |
| 11-26-1885           | Princeton*           | Filadelfia, PA | L 10-76 |
| *Gare non-conference |                      |                |         |

## 1886
| 09-29-1886           | Falls of Schuylkill*    | Filadelfia, PA | W 64-0  |
| 10-02-1886           | Tioga AA*               | Filadelfia, PA | W 18-0  |
| 10-09-1886           | Lehigh*                 | Filadelfia, PA | W 26-4  |
| 10-13-1886           | Pennsylvania Alumni*    | Filadelfia, PA | W 4-0   |
| 10-16-1886           | Princeton*              | Filadelfia, PA | L 0-30  |
| 10-18-1886           | Philadelphia All-Stars* | Filadelfia, PA | T 6-6   |
| 10-20-1886           | at Lafayette*           | Easton, PA     | L 0-12  |
| 10-23-1886           | at Princeton*           | Princeton, NJ  | L 9-55  |
| 10-27-1886           | Wesleyan*               | Filadelfia, PA | W 14-0  |
| 10-30-1886           | Lafayette*              | Filadelfia, PA | W 20-10 |
| 11-03-1886           | Haverford*              | Filadelfia, PA | W 16-4  |
| 11-06-1886           | Princeton*              | Filadelfia, PA | L 6-28  |
| 11-10-1886           | Rutgers*                | Filadelfia, PA | W 65-0  |
| 11-13-1886           | at Yale*                | New Haven, CT  | L 0-75  |
| 11-15-1886           | Vineland AC*            | Filadelfia, PA | W 96-6  |
| 11-18-1886           | at Lehigh*              | Bethlehem, PA  | L 0-28  |
| 11-25-1886           | Harvard*                | Filadelfia, PA | L 0-28  |
| *Gare non-conference |                         |                |         |

## 1887
| 10-08-1887           | Pennsylvania Alumni* | Filadelfia, PA    | W 14-6  |
| 10-12-1887           | Tioga AA*            | Filadelfia, PA    | W 46-0  |
| 10-15-1887           | Pennsylvania Alumni* | Filadelfia, PA    | W 18-0  |
| 10-19-1887           | Princeton*           | Filadelfia, PA    | L 0-57  |
| 10-22-1887           | at Princeton*        | Princeton, NJ     | L 0-42  |
| 10-29-1887           | Yale*                | Filadelfia, PA    | L 0-50  |
| 11-02-1887           | at Rutgers*          | New Brunswick, NJ | W 13-10 |
| 11-05-1887           | Princeton*           | Filadelfia, PA    | L 0-95  |
| 11-09-1887           | Haverford*           | Filadelfia, PA    | W 36-0  |
| 11-12-1887           | Lehigh*              | Filadelfia, PA    | W 6-4   |
| 11-16-1887           | Lafayette*           | Filadelfia, PA    | L 0-20  |
| 11-19-1887           | at Harvard*          | Cambridge, MA     | L 0-42  |
| 11-24-1887           | at Wesleyan*         | New York, NY      | L 4-10  |
| *Gare non-conference |                      |                   |         |

## 1888
Il 19 gennaio 1889 contro la Rutgers, Penn giocò la prima gara di college football al coperto: al vecchio Madison Square Garden, i Quakers si imposero sui Queensmen 10-0.
| 10-03-1888           | Philadelphia All-Stars* | Filadelfia, PA | W 20-6  |
| 10-06-1888           | Stevens Tech*           | Filadelfia, PA | W 48-0  |
| 10-10-1888           | at Princeton*           | Princeton, NJ  | L 0-63  |
| 10-13-1888           | Yale*                   | Filadelfia, PA | L 0-34  |
| 10-17-1888           | at Swarthmore*          | Swarthmore, PA | W 44-6  |
| 10-20-1888           | at Princeton*           | Princeton, NJ  | L 0-38  |
| 10-24-1888           | Tioga AA*               | Filadelfia, PA | W 12-4  |
| 10-27-1888           | at Lehigh*              | Bethlehem, PA  | W 36-0  |
| 11-03-1888           | at Yale*                | New Haven, CT  | L 0-54  |
| 11-07-1888           | at Lafayette*           | Easton, PA     | L 6-12  |
| 11-10-1888           | Princeton*              | Filadelfia, PA | L 0-4   |
| 11-19-1888           | Harvard*                | Filadelfia, PA | L 0-50  |
| 11-21-1888           | Lafayette*              | Filadelfia, PA | W 50-0  |
| 11-27-1888           | at Wesleyan*            | New York, NY   | W 18-6  |
| 11-30-1888           | at Johns Hopkins*       | Baltimore, MD  | W 24-10 |
| 12-01-1888           | at Navy*                | Annapolis, MD  | W 20-9  |
| 01-19-1889           | at Rutgers*             | New York, NY   | W 10-0  |
| *Gare non-conference |                         |                |         |

## 1889
| 10-03-1889           | Philadelphia All-Stars* | Filadelfia, PA    | W 30-6  |
| 10-05-1889           | Swarthmore*             | Filadelfia, PA    | W 82-0  |
| 10-12-1889           | at Rutgers*             | New Brunswick, NJ | W 4-0   |
| 10-19-1889           | Lehigh*                 | Filadelfia, PA    | W 6-4   |
| 10-26-1889           | Princeton*              | Filadelfia, PA    | L 4-72  |
| 10-26-1889           | Rutgers*                | Filadelfia, PA    | W 14-0  |
| 10-30-1889           | Yale*                   | Filadelfia, PA    | L 10-22 |
| 11-02-1889           | at Harvard*             | Cambridge, MA     | L 0-35  |
| 11-06-1889           | at Lafayette*           | Easton, PA        | L 8-10  |
| 11-09-1889           | at Columbia*            | New York, NY      | W 24-0  |
| 11-20-1889           | at Lehigh*              | Bethlehem, PA     | L 0-8   |
| 11-23-1889           | Lafayette*              | Filadelfia, PA    | W 14-0  |
| 11-28-1889           | at Wesleyan*            | New York, NY      | L 2-10  |
| *Gare non-conference |                         |                   |         |